# Ivan Ângelo
Ivan Ângelo (Barbacena, 4 de fevereiro de 1936) é um jornalista, cronista e romancista brasileiro.

## Biografia
Começou a escrever os primeiros contos em 1954, sendo logo premiado num concurso da prefeitura de Belo Horizonte com o conto Culpado sem crime. Em 1965 mudou-se para São Paulo, onde fez parte da primeira equipe do Jornal da Tarde.
Seu romance A Festa, de 1963, conquistou o Prêmio Jabuti de 1976 (ano em que foi publicado). Ganhou o prêmio novamente em 1995 com o livro Amor?.
Foi cronista da revista Veja São Paulo entre 1999 e outubro de 2018.